# Hippolytos (Vorname)
Hippolytos ist ein männlicher Vorname.

## Herkunft und Bedeutung
Griechisch Ἱππόλυτος, „der die Pferde loslässt“.

## Verbreitung
Der Name fand im antiken Griechenland in hellenistischer sowie in römischer bis in die christliche Zeit Verwendung.

## Namenstag
- 13. August; Hippolyt von Rom (* um 170; † um 235), katholischer Heiliger
- 30. Januar; Hippolytus von Antiochia († um 255)

## Varianten
Eine Kurzform des Namens ist Hippolyt. Die weibliche Form des Vornamens ist Hippolyte.
- lateinisch: Hippolytus
- französisch: Hippolyte
- italienisch: Ippolito
- litauisch: Ipolitas
- polnisch: Hipolit
- russisch: Ипполит (Ippolit)
- spanisch: Hipólito

## Bekannte Namensträger
- Hippolyt Guarinoni (Hippolytus Guarinonius; 1571–1654), Arzt und Universalgelehrter
- Hippolyt Haas (1855–1913), deutscher Paläontologe und Geologe
- Hippolyt Kempf (* 1965), schweizerischer Nordischer Kombinierer
- Hippolyt Poschinger von Frauenau (1908–1990), deutscher Unternehmer, Forstwirt und Politiker
- Hippolyt August Schaufert (1834–1872), deutscher Dichter aus der Pfalz
- Hippolyt von Turno (1828–1897), Rittergutsbesitzer und Reichstagsabgeordneter

Hipolit
- Hipolit Cegielski (1813–1868), polnischer Philologe und Unternehmer
- Hipolit Skimborowicz (1815–1880), polnischer Schriftsteller

Hipólito
- Hipólito Boaventura Caron (1862–1892), brasilianischer Maler und Dekorateur
- Rafael Hipólito Mejía Domínguez (* 1941), von 2000 bis 2004 Präsident der Dominikanischen Republik
- Hipólito Ruiz López (1754–1815), spanischer Botaniker
- Hipólito Yrigoyen (Juan Hipólito del Sagrado Corazón de Jesús Yrigoyen Alem; 1852–1933), Staatspräsident Argentiniens

Hippolytus
- Hippolytus Böhlen (1878–1950), Franziskanerpater und Bühnenautor, Redakteur und Vertreter des Jugendschrifttums
- Hippolytus Anthony Kunnunkal OFMCap (1921–2008), indischer römisch-katholischer Bischof von Jammu-Srinagar
- Hippolytus Steinwehr († 1529), deutscher katholischer Priester